# Walden Media
Walden Media, LLC. grundades 2000 och ägs av miljardären Philip Anschutz, bolaget är mest känd för att ha producerat Berättelsen om Narnia-serien.